# Raluca Ioniță
Raluca Andreea Ioniță, née le 9 juin 1976 à Ploiești (Roumanie), est une kayakiste roumaine.
Elle est médaillée de bronze en K4 500 mètres aux Jeux olympiques d'été de 2000 à Sydney.